# Alexander Veljanov
Alexander Veljanov  se hizo famoso por cantar en la banda de Deine Lakaien darkwave que fundó con Ernst Horn en 1985.

## Biografía
Veljanov estudió teatro y cine. Interrumpió sus estudios en 1991 para que pudiera concentrarse en la música, especialmente Deine Lakaien. Hasta 1993 fue miembro de la banda de rock Run Run Vanguard. Él es activo como cantante y compositor, no sólo para Deine Lakaien, sino también para varios proyectos diferentes o proyectos en solitario. Durante su carrera, ha actuado como cantante invitado con muchos otros artistas y bandas también. Los críticos alaban este músico (nacido en Macedonia) como una figura absolutamente excepcional, no sólo de la escena alemana, sino también en la arena internacional también. [cita requerida]
Alexander Veljanov ha vivido y trabajado en Berlín, Múnich y Londres. Él guarda su vida privada con mucho cuidado; en las entrevistas, casi nunca habla de sí mismo y el año de su nacimiento todavía no es conocido, pero él dijo que es unos 10 años más joven que Ernst Horn, quien nació en 1949. (Der Tagesspiegel 2007).
Su último álbum Porta Macedonia ha cubierto y mostrado las canciones del emblemático grupo Mizar Macedonia.

## Solo discografía

### Run Run Vanguardia
- 1993: Run Run Vanguardia - Chupa El Éxito (Álbum)

### Alexander Veljanov
- 1998: Veljanov - Los secretos de la Lengua de Plata (Álbum)
- 1998: Veljanov - El hombre con un arma de plata (MCD)
- 1998: Veljanov - Pasado y Forever (DCM)
- 2001: Veljanov - La vida dulce (Álbum)
- 2001: Veljanov - Volar afuera (DCM)
- 2008: Veljanov - Nie mehr / Königin aus Eis (DCM)
- 2008: Veljanov - Porta Macedonia (Álbum)

### Colaboraciones
- 1991: El Perc Cumple con el Señor oculta - Lavanda (Álbum), "La composición del incienso"
- 1993: Das Holz - contribución a "El Rey Lagarto: Un tributo a Jim Morrison Wave y Electro versión", "Caravana española"
- 1994: Estampie - Ludus Danielis (Álbum), "Abacuc"
- 1995: Los perros durmiendos se despiertan - Abrázame bajo las Estrellas (DCM), "Abrázame"
- 1996: Estampie - Crusaders (Álbum), "Ahi, amors", "Por Chaterai lun corage", "Rex Imperator Greacorum", "Maugréz tous Sainz", "Palästinalied", "Quant amors trobet partir"
- 1998: Das Holz - Drei (Álbum), "Alice" + "Jolene"
- 2000: Estampie - Ondas (Álbum), "O Fortuna"
- 2002: Explosión de Stendal - "Nur ein Tag" (DCM)
- 2004: Schiller - Leben (Álbum), con "Desire"
- 2006: Edgar Allan Poe Projekt - Visionen (Double Album CD2), con "Lied Für Annabel Lee"